# TT Орла
TT Орла (лат. TT Aquilae) — классическая цефеида в созвездии Орла.
Видимая звёздная величина TT Aql варьируется от 6,52 до 7,65 с периодом 13,7546 дней. Кривая блеска асимметрична, интервал времени от минимума до максимума примерно вдвое короче, чем интервал от максимума до минимума.
TT Орла является жёлто-белым сверхгигантом, примерно в 5 тысяч раз превосходящим Солнце по светимости. Она пульсирует с изменением температуры от 5000 K до 6000 K, спектральный класс меняется от F6 до G5. Радиус звезды равен 91,4 радиуса Солнца при максимальном блеске, в целом при пульсации радиус меняется от 84 до 100 радиусов Солнца.
Массу цефеиды можно установить по соотношениям Бааде — Весселинка, при этом оценка массы TT Орла равна 8,6 M⊙. Оценка массы, полученная из сопоставления эволюционных треков, равна 7,7 M⊙. Моделирование пульсаций дало оценку массы 6,2 M⊙. Различие оценок массы, получаемых различными методами, характерно для большинства цефеид.